# Geheugendetector
Geheugendetector is een ondervraagtechniek die dient om vast te stellen of een verdachte van een misdrijf details kent waarover alleen de dader kan beschikken. Deze aanpak maakt deel uit van het arsenaal van methoden die bij leugendetectie worden gebruikt, en staat daarbij bekend als 'schuldige kennistechniek.
De schuldige kennistechniek is gebaseerd op het gegeven dat herkenning van een bekend voorwerp automatisch een fysiologische reactie, ook wel oriëntatiereactie genoemd, oproept.